# Lista de deputados estaduais do Rio Grande do Norte da 52.ª legislatura
Esta é a lista de deputados estaduais do Rio Grande do Norte para a legislatura 52ª legislatura (1979–1983).

## Composição das bancadas
| Partido | Líder              | Bancada | Posição  |
| ------- | ------------------ | ------- | -------- |
| ARENA   | Teodorico Bezerra  | 15 / 24 | Governo  |
| MDB     | José Dantas Cortez | 9 / 24  | Oposição |

## Deputados estaduais
A Assembleia Legislativa do Rio Grande do Norte recebeu quinze representantes da ARENA e nove do MDB.
| Número | Deputados estaduais eleitos | Partido | Votação | Percentual | Cidade onde nasceu   | Unidade federativa  |
| 11213  | Luiz Antônio Vidal          | ARENA   | 20.968  | 4,30%      | Santo Antônio        | Rio Grande do Norte |
| 11174  | Carlos Augusto Rosado       | ARENA   | 20.069  | 4,12%      | Mossoró              | Rio Grande do Norte |
| 15860  | Garibaldi Alves Filho       | MDB     | 15.682  | 3,22%      | Natal                | Rio Grande do Norte |
| 11226  | Vivaldo Costa               | ARENA   | 14.684  | 3,01%      | Caicó                | Rio Grande do Norte |
| 11585  | José Patrício               | ARENA   | 14.173  | 2,91%      | Alexandria           | Rio Grande do Norte |
| 11289  | Jeová Carneiro              | ARENA   | 14.036  | 2,88%      | Parelhas             | Rio Grande do Norte |
| 11476  | José Marcílio Furtado       | ARENA   | 12.621  | 2,59%      | Touros               | Rio Grande do Norte |
| 11167  | Ruy Pereira Júnior          | ARENA   | 12.557  | 2,58%      | Ipanguaçu            | Rio Grande do Norte |
| 11781  | Dary Dantas                 | ARENA   | 12.415  | 2,55%      | Serra Negra do Norte | Rio Grande do Norte |
| 11326  | Nelson Queiroz              | ARENA   | 12.301  | 2,52%      | Jucurutu             | Rio Grande do Norte |
| 15936  | José Dantas Cortez          | MDB     | 11.575  | 2,37%      | Monte Alegre         | Rio Grande do Norte |
| 11163  | Teodorico Bezerra           | ARENA   | 11.470  | 2,35%      | Santa Cruz           | Rio Grande do Norte |
| 11496  | Willy Saldanha              | ARENA   | 11.403  | 2,34%      | Jardim de Piranhas   | Rio Grande do Norte |
| 15900  | Paulo Fernandes             | MDB     | 11.261  | 2,31%      | Caraúbas             | Rio Grande do Norte |
| 15879  | Paulo Medeiros              | MDB     | 11.027  | 2,26%      | Natal                | Rio Grande do Norte |
| 11763  | Márcio Marinho              | ARENA   | 10.923  | 2,24%      | Natal                | Rio Grande do Norte |
| 15455  | Antônio Câmara              | MDB     | 10.840  | 2,22%      | João Câmara          | Rio Grande do Norte |
| 15470  | Otávio Garcia               | MDB     | 10.744  | 2,20%      | Pendências           | Rio Grande do Norte |
| 11865  | Onézimo Maia                | ARENA   | 10.257  | 2,10%      | Caraúbas             | Rio Grande do Norte |
| 15293  | Roberto Furtado             | MDB     | 10.105  | 2,07%      | Natal                | Rio Grande do Norte |
| 15629  | Manuel Montenegro Neto      | MDB     | 9.922   | 2,03%      | Natal                | Rio Grande do Norte |
| 11816  | Gilberto de Barros Lins     | ARENA   | 9.751   | 2,00%      | Currais Novos        | Rio Grande do Norte |